# L’Hermenault
L’Hermenault település Franciaországban, Vendée megyében. Lakosainak száma 903 fő (2022. január 1.). L’Hermenault Marsais-Sainte-Radégonde, Petosse, Pouillé, Saint-Martin-des-Fontaines, Saint-Valérien és Sérigné községekkel határos.

## Népesség
A település népességének változása:
| Lakosok száma | 868  | 879  | 926  | 913  | 915  | 924  | 923  | 922  | 903  |
|               | 2013 | 2015 | 2016 | 2017 | 2018 | 2019 | 2020 | 2021 | 2022 |